# أبو بلال مرداس بن حدير
أبو بلال مرداس بن حدير بن عمرو الحنظلي التميمي (1 هـ - 61 هـ / 622م - 680م) من أمراء الخوارج وأبطالهم وشجعانهم. ويعرف في بعض المصادر التاريخية بمرداس بن أدية نسبةً إلى أمه أو جدته. وقد شهد مرداس معركة صفين مع علي بن أبي طالب هو وأخوه عروة ثم أنكر التحكيم وشهد معركة النهروان مع الخوارج، قال البلاذري «كان مرداس بن حدير عابدًا، مجتهدًا، عظيم القدر في الخوارج، وكانت الخوارج كلها تتولاه، وكان أبو بلال لا يدين بالأستعراض، ويحرم خروج النساء ويقول: لا نقاتل إلا من يقاتلنا، ولا نجبي إلا ما حمينا». وكان أبو بلال يغلظ لوالي البصرة عبيد الله بن زياد فطلب ابن زياد الشراة وأشتد عليهم في سنة 58 هـ فقتل منهم جماعة كثيرة، وسجن جماعة أخرى منهم وفيهم مرداس، وكان مرداس يطيل الصلاة والعبادة وهو في السجن، فرى السجان ذلك، فأذن له أن ياتي أهله كل ليلة، فكان أبو بلال يخرج إلى أهله في الليل ويعود إلى سجنه في الصباح، فأراد يوماً ابن زياد أن يقتل كل من في سجونه من الخوارج، وسمع بذلك صديق لمرداس فأتاه فأخبره، فخاف السجان أن لا يعود مرداس إلى السجن، ولكن مرداس عاد إليه فتعجب السجان من ذلك وقال: أما بلغك ما عزم عليه الأمير فقال: بلى قال: وكيف عدت ؟ فقال: لم يكن جزاؤك مع إحسانك أن تُعاقب بسببي، وأصبح ابن زياد فقتلهم جميعاً، ولما أُحضر مرداس شفع فيه السجان وكان ظئراً لابن زياد، فخلى ابن زياد سبيله.
وفي سنة 60 هـ خرج مرداس بن حدير في أربعين رجلاً على ابن زياد وقصد الأهواز، فوجه إليه ابن زياد جيشاً من ألفي مقاتل وعليهم أسلم بن زرعة الكلابي فهزمهم أبو بلال وهرب أسلم بن زرعة إلى البصرة، فوجه ابن زياد جيشاً ثانياً إليهم فهزمه أبو بلال أيضاً، ثم وجه إليهم ابن زياد في سنة 61 هـ جيشاً ثالثاً وعليه عباد بن علقمة التميمي فأنهزم أبو بلال وقُتِل هو وجميع أصحابه.

## نسبه ونشأته
- هو مَرداس بن حدير بن عمرو بن عمرو بن عبد بن كعب بن ربيعة بن حنظلة بن مالك بن زيد مناة بن تميم بن مر الربعي الحنظلي التميمي ويُكَنى بأبي بلال.[6]
- أمه أدية المحاربية من بني محارب بن خصفة بن قيس عيلان بن مضر ويُقَال أن أدية ليست أمه إنما هي جدة له.[7]

وقد ولد مرداس بن أدية في السنة الأولى من الهجرة في بادية قومه بني ربيعة بن حنظلة بن مالك بن زيد مناة من بني تميم في شمال الجزيرة العربية، وكان قومه بنو ربيعة بن حنظلة ينزلون مع إخوتهم بنو يربوع بن حنظلة، وقد ذكر أبو اليقظان أن مرداس بن حدير شهد حروب الردة وعمره عشرة سنوات لما سار خالد بن الوليد إلى مالك بن نويرة في سنة 11 هـ في خلافة أبو بكر الصديق.

## خروجه ومقتله
كان من نتيجة الاضطهاد الذي مارسه عبيد الله بن زياد ضد المسلمين أثره الكبير في نفس أبي بلال فقرر أن يترك البصرة إلى مكان آخر أملا أن يأمن شر ابن زياد وأن يدعو إلى فكره في مكان آخر فقال لأصحابه: (إنه والله ما يسعنا المقام بين هؤلاء الظالمين تجري علينا أحكامهم مجانبين للفضل مفارقين للعدل. والله إن الصبر على هذا لعظيم، وإن تجريد السيف وإخافة السبيل لعظيم ولكننا ننتبذ عنهم ولا نجرد سيفا ولا نقاتل إلا من قاتلنا). فخرج من البصرة وهو يقول:
فسار ومعه أربعون رجلا من أتباعه حتى نزلوا آسك قرب البصرة وقد أعلن أنه وأصحابه لن يخيفوا أحدا أو يجردوا سيفا ولا يقاتلوا إلا من بدأهم بالقتال. ولكن ابن زياد لم يرتض هذا العمل من أبي بلال فأرسل إليه جيشا مكونا من أربعة آلاف رجل بقيادة عباد بن أخضر فقتلهم جميعا وكان ذلك في سنة 61 هجرية. وكان يقول قبل قتله:
كان لمقتل أبي بلال صدى عميق في نفوس أصحابه وآثار نقمة شديدة ضد ابن زياد فقد كان بسلوكه وعمله واستشهاده المثل الأعلى لأتباعه فرثاه كثير من الشعراء منهم عمران بن حطان الذي قال فيه:
وقال أيضا:

## مقالات مرافقة
- الإباضية